# カーニバル (お笑いコンビ)
カーニバルは、よしもとクリエイティブ・エージェンシー大阪所属の女性お笑いコンビ。2015年4月22日解散。

## メンバー
茜（あかね、1982年11月15日 （42歳）- ）ツッコミ担当。立ち位置は向かって右。
本名：武内 茜（たけうち あかね）、あだ名：茜ぴん
高知県出身
芸人になる前は証券会社に4年間務めていた。
NSCの試験に一度落ちている。その理由を本人は「まだ会社に務めていたから」と分析しているが、山口は「蛇の抜け殻を体に巻いた写真を履歴書に貼っていたから」と語っている。
カーニバルを結成する前は「オバン」、「包み込むように…茜」（ピン芸人）として活動していた。
T.M.Revolutionの大ファンである。
コンビ解散後は、芸名を「茜チーフ」に改名し、ピン芸人として活動。

山口 ゆきえ（やまぐち ゆきえ、1982年2月26日（43歳）- ）ボケ担当。立ち位置は向かって左。
本名：山口 幸恵（やまぐち ゆきえ）、あだ名：ゆきちゃん・ゆきえ
大阪府大阪市出身
身長：177cm、体重：80kg
血液型：O型
M-1グランプリを見て芸人を志す。
プロレスラーの高山善廣や歌手の和田アキ子、中華人民共和国の始祖毛沢東主席に似ているとよく言われる。
2013年までは、両手を広げると左右の壁に手がつくほどの狭い部屋に住んでいた。
好きな歌手は、宇多田ヒカル、椎名林檎である。
コンビ解散後は活動拠点を東京に移し、ピン芸人として活動。2015年6月1日に元つぼみの福田麻貴（現・3時のヒロイン）とのコンビ「キス」を結成するが、程なくして解散。キス解散後は再びピン芸人として活動。
2016年に元アルドルフの小野竜輔（現・ダイヤモンド）と男女コンビ「セクシーパクチー」を結成するも、2017年4月に解散。その後「山口大将軍」として、ピン芸人活動を再開。
2018年1月、元花金バーナード・元フランキーのはぎちゃんとの男女コンビ「シャインハッピー」を結成。このコンビ名は、はぎちゃんの本名が「清輝」、山口が「幸恵」ということから、「輝」と「幸」から由来している。
2019年11月、シャインハッピーを解散。その後、ピン芸人「女 ゆきえ」として活動。
2020年、元まえうしろのおこめちゃんと「女ちゃん」というユニットを組み、女芸人No.1決定戦 THE Wで準決勝へ進出。同年10月31日、「オトメタチ」として正式にコンビを結成した。

## エピソード
- バチバチエレキテるでのメンバー入れ替えを懸けた人気投票では1818票を獲得したが、内4票は茜自身によるものである。

## 受賞歴
- THE MANZAI 2013 認定漫才師

## 出演

### テレビ番組
- ロケットライブ（フジテレビ、2012年12月5日・2013年2月13日・3月20日）
- バチバチエレキテる（フジテレビ、2013年4月16日 - 6月25日） - 暫定メンバー（なお、メンバー入れ替えとなった7月以降も数回出演している）
- 日10☆演芸パレード（TBS、2013年6月16日・6月23日）
- なるみ・岡村の過ぎるTV（朝日放送、2013年10月20日） - 山口のみ
- よしもと大運動会（関西テレビ、2014年6月28日）
- 全力!脱力タイムズ（フジテレビ、2021年6月25日） - 山口のみ

### 舞台
- ダンガンロンパ THE STAGE～希望の学園と絶望の高校生～ - 山口（大神さくら役）のみ